# Androcymbium greuterocymbium
Androcymbium greuterocymbium là một loài thực vật có hoa trong họ Colchicaceae. Loài này được U.Müll.-Doblies, Raus & D.Müll.-Doblies mô tả khoa học đầu tiên năm 2002.